# De brief (Bakker Korff)
De brief is een schilderij door de Nederlandse schilder Alexander Hugo Bakker Korff in het Centraal Museum in Utrecht.

## Voorstelling
Het stelt een vrouw voor zittend op een stoel in een interieur. Naast haar staat een tafeltje met daarop een theeservies met melkkannetje en spoelkom. Met haar rechterarm leunt ze op het tafeltje terwijl ze een brief leest. Dat het om een brief gaat wordt bevestigd door een papiertje dat op de achterkant van het schilderij is geplakt, waarop staat ‘Le soussigné déclare que le tableau représentant "La lettre" est peint par lui. Leiden le 18 Août 1873 AH Bakker Korff’ (Ondertekende verklaart dat dit schilderij, voorstellend "De brief", door hemzelf geschilderd is. Leiden, 18 augustus 1873 AH Bakker Korff).

## Toeschrijving en datering
Het schilderij is linksonder gesigneerd en gedateerd ‘A H Bakker Korff. 73.’. Volgens het aangehaalde opschrift ontstond het op 18 augustus van dat jaar.

## Herkomst
Mogelijk was het werk tot 1877 in het bezit van Anton van Herzeele. Op 19-20 november 1877 werd het geveild bij veilinghuis M.F. Visconti in Brussel. In april 1941 werd het door Kunsthandel Huinck & Scherjon in Amsterdam verkocht aan de zus en broer Josephina en Lambertus van Baaren in Utrecht. De rekening van deze aankoop, gedateerd 4 april 1941, bevindt zich in het Centraal Museum (Archief Van Baaren). De Van Baarens brachten in hun woonhuis, De drie regenbogen aan de Oudegracht, een grote kunstverzameling bijeen. In 1966 werd het huis De drie regenbogen voor het publiek geopend als Museum Van Baaren. In 1980 sloot dit museum en werd het werk in langdurig bruikleen gegeven aan het Centraal Museum.